# Marisora brachypoda
Espèce
Synonymes
- Mabuya brachypoda Taylor, 1956

Statut de conservation UICN

 LC  : Préoccupation mineure
Marisora brachypoda est une espèce de sauriens de la famille des Scincidae.

## Répartition
Cette espèce se rencontre dans l'est du Costa Rica, dans le sud du Nicaragua et dans le centre du Panama.

## Description
C'est un saurien vivipare.

## Publication originale
- Taylor, 1956 : A review of the lizards of Costa Rica. The University of Kansas science Bulletin, vol. 38, no 1, p. 3-322 (texte intégral).